# Mai Yamaguchi
Mai Yamaguchi (山口 舞, Yamaguchi Mai) est une ancienne joueuse de volley-ball japonaise née le 3 juillet 1983 à Shima. Elle mesure 1,76 m et jouait au poste de réceptionneuse-attaquante. Elle a totalisé 149 sélections en équipe du Japon. Elle a mis un terme à sa carrière de volleyeuse professionnelle en avril 2019.

## Biographie
Avec l'équipe du Japon de volley-ball féminin, elle est médaillée de bronze olympique en 2012 à Londres.

## Clubs
| Club                                  | De        | À         |
| ------------------------------------- | --------- | --------- |
| Osaka International Takii High School |           | 2001-2002 |
| Okayama Seagulls                      | 2002-2003 | 2018-2019 |

## Palmarès

### Équipe nationale
- Jeux olympiques
  -  2012 à Londres
- Championnat d'Asie et d'Océanie
  - Finaliste : 2011.
- Grand Prix Mondial
  - Finaliste : 2014.

### Clubs
- Coupe de l'impératrice
  - Finaliste : 2013.
- V Première Ligue
  - Finaliste : 2014.